# 6428 Barlach
6428 Barlach è un asteroide della fascia principale. Scoperto nel 1960, presenta un'orbita caratterizzata da un semiasse maggiore pari a 2,5796235 au e da un'eccentricità di 0,0742445, inclinata di 9,20971° rispetto all'eclittica.
L'asteroide è dedicato allo scultore tedesco Ernst Barlach.